# مجلس الوزراء الكويتي (ديسمبر 2021)
مجلس الوزراء الكويتي ديسمبر 2021 أو حكومة صباح الخالد الرابعة، هي الحكومة الكويتية التاسعة والثلاثون في تاريخ الكويت منذ الاستقلال في عام 1961. في 23 نوفمبر 2021، صدر أمر أميري من قبل ولي عهد الكويت الشيخ مشعل الأحمد الجابر الصباح بتكليف الشيخ صباح الخالد الحمد الصباح برئاستها، وقد انتهى صباح الخالد من تشكيلها في 28 ديسمبر 2021، حيث صدر المرسوم الأميري رقم 204 لسنة 2021 بتشكيلها في 24 جمادى الأولى 1443 هـ الموافق 28 ديسمبر 2021 من قبل ولي العهد الشيخ مشعل الأحمد بناءً على الأمر الأميري الصادر في 10 ربيع الآخر 1443 هـ الموافق 15 نوفمبر 2021، الذي أعطى ولي العهد حق ممارسة بعض اختصاصات الأمير الدستورية. في 5 أبريل 2022، تقدم الشيخ صباح الخالد بكتاب استقالة الحكومة، وقبلت استقالته في 10 مايو 2022، وكلف الشيخ صباح الخالد بتسيير أعمال الحكومة إلى أن صدر أمر أميري في 24 يوليو 2022، بتكليف الشيخ أحمد النواف الأحمد الصباح برئاسة مجلس الوزراء وتشكيل الحكومة الأربعين.

## أعضاء مجلس الوزراء
تشكلت الحكومة برئاسة الشيخ صباح خالد الحمد الصباح، وعضوية كل من:
- نائبًا أول لرئيس مجلس الوزراء ووزيرًا للداخلية: الشيخ أحمد النواف الأحمد الصباح
- نائبًا لرئيس مجلس الوزراء ووزيرًا للدفاع: الشيخ طلال الخالد الأحمد الصباح
- نائبًا لرئيس مجلس الوزراء ووزيرًا للنفط ووزيرًا للدولة لشؤون مجلس الوزراء: د. محمد عبد اللطيف الفارس
- وزيرًا للخارجية: الشيخ د. أحمد ناصر المحمد الصباح
- وزيرًا للأوقاف والشؤون الإسلامية: عيسى الكندري
- وزير دولة لشؤون البلدية ووزير دولة لشؤون الاتصالات وتكنولوجيا المعلومات: د. رنا الفارس
- وزيرًا للتربية: د. علي المضف
- وزيرًا للعدل ووزير دولة لشؤون تعزيز النزاهة: جمال الجلاوي
- وزيرًا للإعلام والثقافة: د. حمد أحمد روح الدين
- وزيرًا للصحة: د. خالد السعيد
- وزيرًا للمالية ووزير دولة للشؤون الاقتصادية والاستثمار: عبد الوهاب الرشيد
- وزيرًا للأشغال العامة ووزيرًا للكهرباء والماء: علي حسين الموسى
- وزيرًا للتجارة والصناعة: فهد الشريعان
- وزيرًا للشؤون الاجتماعية والتنمية المجتمعية ووزير دولة لشؤون الإسكان والتطوير العمراني: مبارك المطيري
- وزير دولة لشؤون مجلس الأمة، ووزير دولة لشؤون الشباب: محمد عبيد الراجحي

## تغييرات
فيما يلي المناصب الوزارية التي دخلها التغيير إن كان بالاستقالة أو بغير ذلك:
- نائبًا أول لرئيس مجلس الوزراء ووزيرًا للدفاع: حمد جابر العلي الصباح منذ تشكيل الوزارة حتى تاريخ قبول استقالته في 17 فبراير 2022.
- نائبًا لرئيس مجلس الوزراء ووزيرًا للداخلية: أحمد منصور الأحمد الصباح منذ تشكيل الوزارة حتى تاريخ قبول استقالته في 17 فبراير 2022.

في 9 مارس 2022، أصدر ولي عهد دولة الكويت الشيخ مشعل الأحمد الجابر الصباح المرسوم الأميري رقم 56 لسنة 2022، بناءً على الأمر الأميري الصادر في 10 ربيع الآخر 1443 هـ الموافق 15 نوفمبر 2021، الذي أعطى ولي العهد حق ممارسة بعض اختصاصات الأمير الدستورية، ونص المرسوم على التعيينات الوزارية التالية:
- نائبًا أول لرئيس مجلس الوزراء ووزيرًا للداخلية: أحمد النواف الأحمد الصباح.
- نائبًا لرئيس مجلس الوزراء ووزيرًا للدفاع: طلال الخالد الأحمد الصباح.

في 22 مارس 2022، صدر مرسوم بتعديل وزاري حيث عُيّن محمد عبد اللطيف الفارس نائبًا لرئيس مجلس الوزراء ووزيرًا للنفط ووزيرًا للدولة لشؤون مجلس الوزراء، كما عين علي حسين الموسى وزيرًا للأشغال العامة ووزيرًا للكهرباء والماء، ومحمد عبيد الراجحي وزيرًا للدولة لشؤون مجلس الأمة ووزيرًا للدولة لشؤون الشباب، وكانت هذه الحقائب الوزارية قبل هذا التعديل، على النحو التالي:
- الشيخ د. أحمد ناصر المحمد الصباح، وزيرًا للخارجية ووزير دولة لشؤون مجلس الوزراء.
- د. محمد عبد اللطيف الفارس، نائبًا لرئيس مجلس الوزراء وزيرًا للنفط ووزيرًا للكهرباء والماء والطاقة المتجددة.
- علي حسين الموسى، وزيرًا للأشغال العامة ووزير دولة لشؤون الشباب.
- محمد عبيد الراجحي، وزير دولة لشؤون مجلس الأمة.

في 5 أبريل 2022، رفع الشيخ صباح الخالد كتاب استقالة الحكومة إلى أمير البلاد الشيخ نواف الأحمد الجابر الصباح، حيث تسلمها نيابة عن الأمير ولي العهد الشيخ مشعل الأحمد الجابر الصباح، وقبلت الاستقالة في 10 مايو 2022، وقد انتهت فترة تسيير أعمال الحكومة بصدور أمر أميري في 24 يوليو 2022، بتكليف الشيخ أحمد النواف الأحمد الصباح برئاسة مجلس الوزراء وتشكيل الحكومة الأربعين.